# Osterwyk

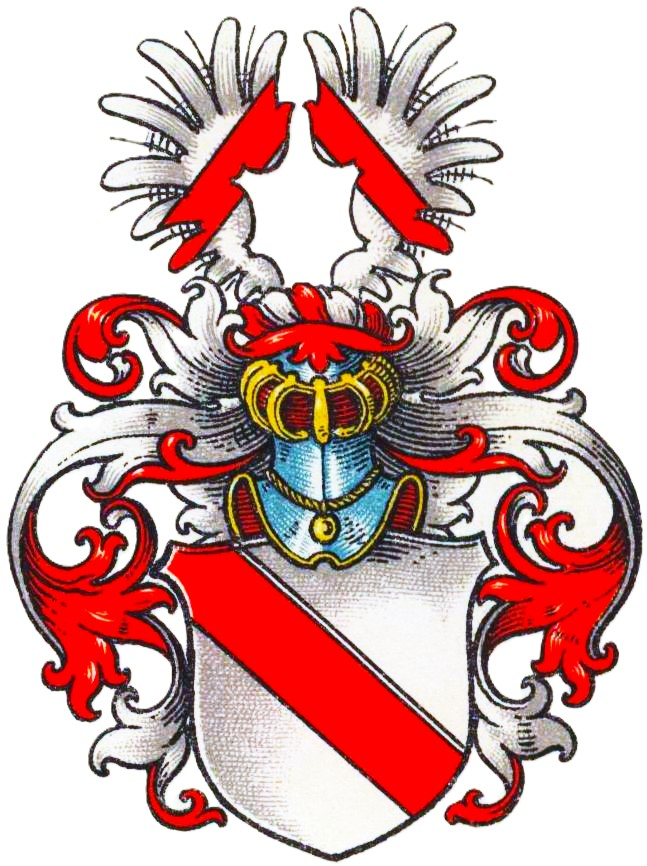
Wappen derer von Osterwyk im Wappenbuch des Westfälischen Adels

Osterwyk (auch: Osterwick, Oisterwick, Oesterwich, Oisterwijck o. ä.) ist der Name eines westfälischen Adelsgeschlechts.
Die Familie ist unterscheiden von einem gleichnamigen niederrheinischen Geschlecht, aus dem Hugo von Osterwyk, 1441–1447 kurkölnischer Freigraf im Vest Recklinghausen, stammte und das Richter, Rentmeister und Rechenmeister im Herzogtum Kleve sowie Bürgermeister und Schöffen in Werden stellte. Letzteres hatte drei Lilien im Schild.

## Geschichte
Das Geschlecht hatte seinen namensgebenden Stammsitz in Osterwick, heute ein Ortsteil von Rosendahl im Kreis Coesfeld, Nordrhein-Westfalen, der laut Anton Fahne einst Sitz von Dynasten war. So erscheint Alhardus de Osterwic 1178 unter den Freien im Volksding zu Almunsberge. Der Edelherr Timmo von Osteruuic war 1197 Zeuge in einer Urkunde des Münsteraner Bischofs Hermann II.
Die später unter diesem Namen auftretenden Personen gehörten dem niederen Adel an. Johann von Osterwyk (van Oisterwijck) war 1500 Bailli von Köln, 1499, 1500 und noch 1512 Komtur der Johanniterkommende Borken sowie 1505, 1509 und noch 1512 Komtur der Johanniterkommende Wesel. Margaretha von Osterwyk aus Rosendahl, selbst katholisch, war mit Johann Heinrich Nickel (* um 1621), Stadtarzt in Düren, 1651 Diakon, 1657 Ältester der reformierten Gemeinde, verheiratet. 1734 war ein Hermann von Osterwyk königlich-preußischer Fähnrich im Regiment Graf zu Dohna.

## Wappen
Blasonierung: In Silber ein roter Schrägrechtsbalken (auch Schräglinksbalken). Auf dem rot-silbern bewulsteten Helm mit rot-silbernen Helmdecken ein offener silberner Flug, jeder Flügel nach außen absteigend mit dem roten Blaken belegt.